# Phoxophrys
Phoxophrys är ett släkte av ödlor. Phoxophrys ingår i familjen agamer.
Kladogram enligt Catalogue of Life:
| Phoxophrys | \| \| Phoxophrys borneensis \| \| \| \| \| \| Phoxophrys cephalum \| \| \| \| \| \| Phoxophrys nigrilabris \| \| \| \| \| \| Phoxophrys spiniceps \| \| \| \| \| \| Phoxophrys tuberculata \| \| \| \| |
|            | \| \| Phoxophrys borneensis \| \| \| \| \| \| Phoxophrys cephalum \| \| \| \| \| \| Phoxophrys nigrilabris \| \| \| \| \| \| Phoxophrys spiniceps \| \| \| \| \| \| Phoxophrys tuberculata \| \| \| \| |
|            | Phoxophrys borneensis |
|            | |
|            | Phoxophrys cephalum |
|            | |
|            | Phoxophrys nigrilabris |
|            | |
|            | Phoxophrys spiniceps |
|            | |
|            | Phoxophrys tuberculata |
|            | |